# 孟家芹
孟家芹（1919年—？），男，安徽盱眙（今属江苏）人，中华人民共和国政治人物，曾任安徽省革命委员会副主任，安徽省人民政府副省长。